# RDS-1
座標: 北緯50度26分15秒 東経77度48分51秒 / 北緯50.43750度 東経77.81417度

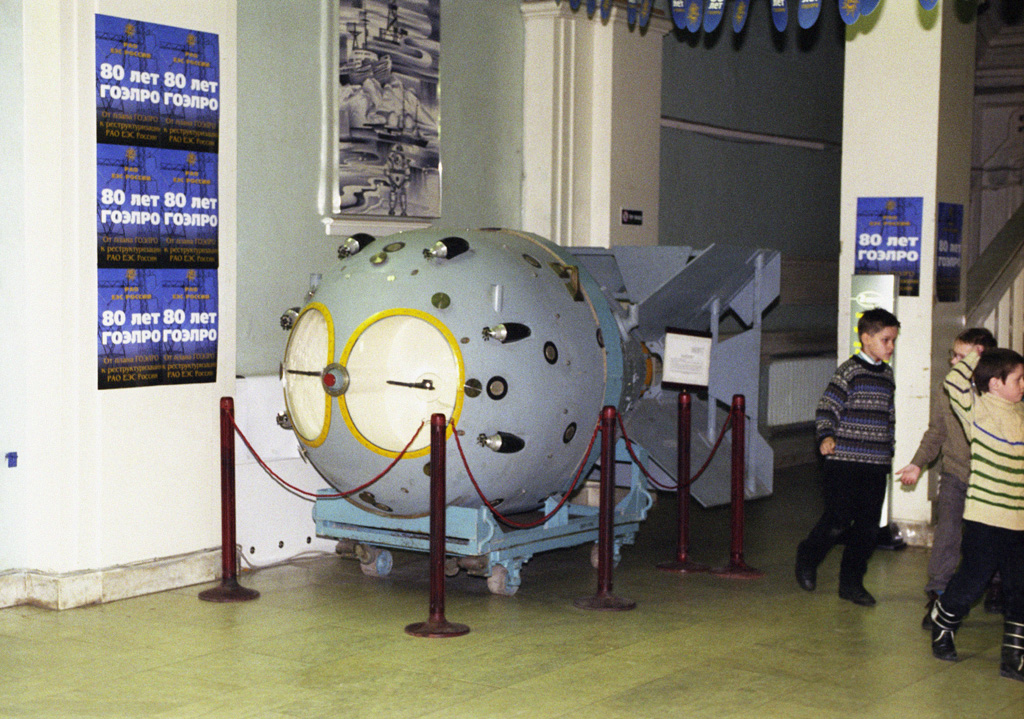
RDS-1のレプリカ（2000年撮影）

RDS-1（ロシア:РДС-1（エル・デー・エス）-1）とは、1949年8月29日午前7時（現地時間）にソ連で行なわれたソ連では初の核実験である。

## 概要
この実験は現在のカザフスタンにあるセミパラチンスク核実験場で行なわれ、10ヶ月の準備期間の上で37メートルの鉄塔に仕掛けて爆発させた。爆発によって生じた放射性降下物は9月3日に三沢飛行場からアイルソン空軍基地まで飛行したアメリカの気象偵察機WB-29（B-29の偵察型）により検出され、9月23日、アメリカのトルーマン大統領により核実験確認が公表された。翌日にはソ連もこれを認めた。アメリカはソ連の核保有は1953年と予測し、イギリスは1954年と予測していたため、両国を含む西側諸国は衝撃を受けた。
この実験は爆縮型プルトニウム原子爆弾の爆発実験で、トリニティ実験で使われたガジェットや長崎市に投下されたファットマンと同型である（爆縮レンズの情報は、スパイおよびマンハッタン計画に参加した学者たちから提供された）。ファットマンとはその形状まで酷似しており、これはアメリカの3人の爆縮レンズ研究者によって情報が漏れ出したためである。スパイ活動に関与した当時18歳だったテッド・ホールは後に、アメリカが独占することに危機感を覚え各国が共有することで平和が保たれると判断したからだと語っている。また、ソ連は日本への原子爆弾投下に用いられたB-29戦略爆撃機とほぼ同型（リバースエンジニアリングによるコピー）の爆撃機Tu-4AをRDS-1の投下用に開発した。
この実験による核出力は22キロトンのTNTの爆発と同規模だった。この実験の成功によってアメリカの核の独占は終わり、冷戦が本格化することとなった。そしてアメリカは水素爆弾の開発を急ぐこととなる。

## 実験による放射能汚染
実験によって生じた死の灰は北東に流れ、実験場を越えてロシアのアルタイ地方辺りまで汚染された。特に爆心地から北東へ100キロメートル離れたドロン（Dolon）という村の放射能汚染が一番酷く、実験当時の被爆量は一時間当たり28ミリグレイ、現在までの総被爆量は350ミリグレイと計算されている。現在も周辺住民の多くが癌などで命を落としている。

## 名称
名称は、実験後の開発責任者イーゴリ・クルチャトフの発言「わが国は自力で成し遂げた」（ロシア語: Родина делала сама）から取られた（一般には、「スターリンのロケットエンジン」（ロシア語: Реактивный двигатель Сталина）、または「特別なロケットエンジン」（ロシア語: Реактивный Двигатель Специальный）の略称だと信じられている）。この名称は、以後のソ連の核実験の名称となる。なお、アメリカ側の呼称はジョー1（Joe-1）だが、これはヨシフ・スターリンの愛称にちなむ。